# Danmarks ambassade i Mexico City
Danmarks ambassade i Mexico City er Danmarks diplomatiske mission i Mexico. Ambassaden er derudover også ansvarlig for: Bahamas, Barbados, Belize, Cuba, Dominica, Dominikanske Republik, El Salvador, Grenada, Guatemala, Haiti, Honduras, El Salvador, Jamaica, Nicaragua, Saint Kitts og Nevis, Saint Lucia, Saint Vincent og Grenadinerne ogTrinidad og Tobago.
Ambassaden blev etableret i 1964 og har siden da fungeret som bindeled mellem Danmark og Mexico på politisk, økonomisk og kulturelt plan. Ambassaden arbejder på at styrke samarbejdet mellem de to lande og fremme danske interesser i Mexico.
Ambassadøren, der leder ambassaden, er for tiden Kim Højlund Christensen. Ambassaden har også et team på 16 personer, der arbejder på forskellige områder som handel, kultur, politik og visa.
Ambassaden har en række opgaver, herunder at beskytte danske borgeres rettigheder og interesser i Mexico, bistå danskere, der rejser til Mexico, og arbejde for at fremme handel og investeringer mellem Danmark og Mexico. Ambassaden arbejder også på at styrke kulturelle bånd mellem de to lande gennem forskellige kulturelle arrangementer og projekter.
Ambassaden har et tæt samarbejde med en række danske og mexicanske organisationer og virksomheder. Ambassaden arbejder også tæt sammen med den danske konsul i Cancun og det honorærkonsulat i Monterrey.